# Defensa costera y fortificación

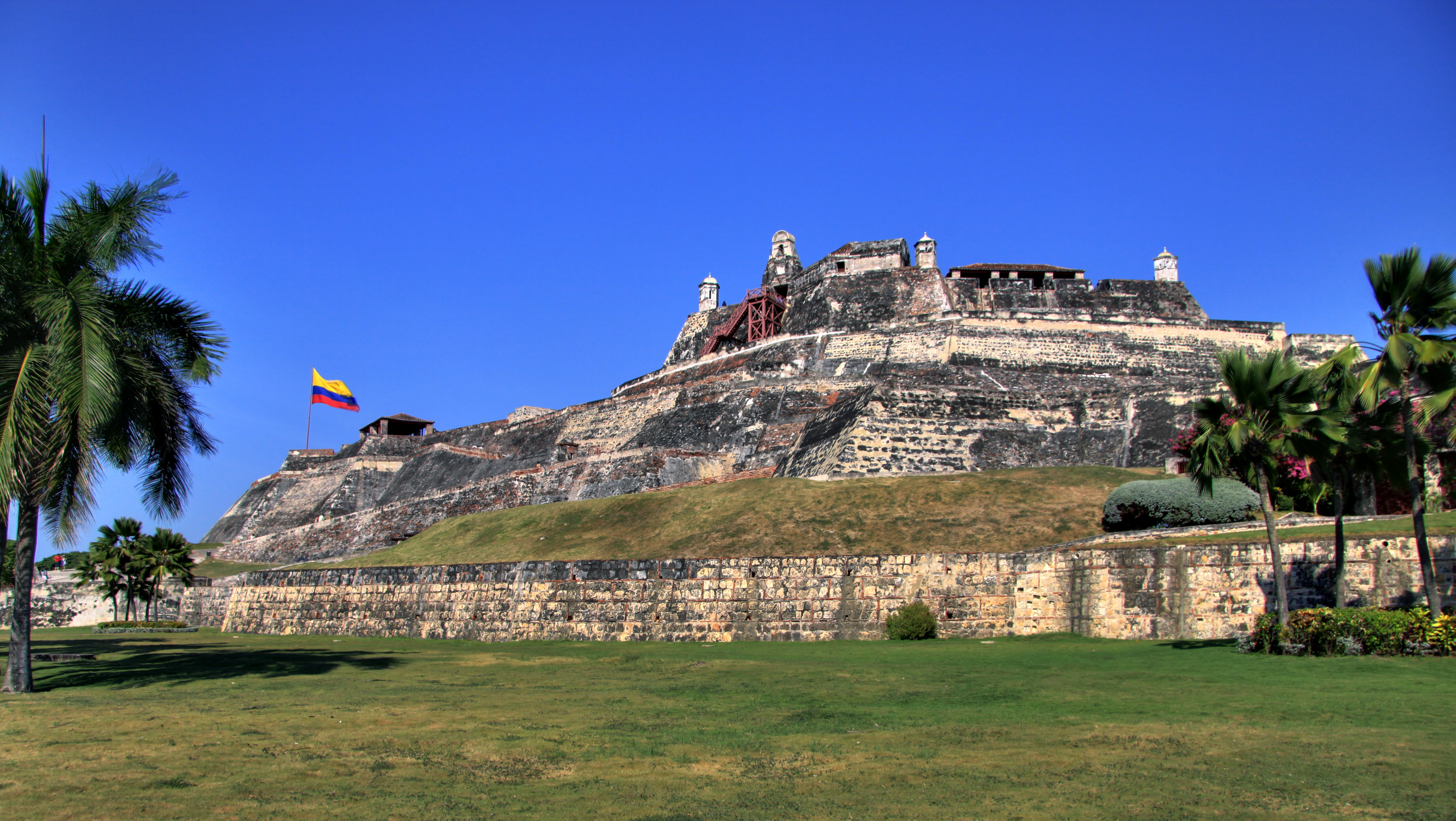
Castillo San Felipe de Barajas en Cartagena de Indias, Colombia, un ejemplo de defensa costera temprana moderna

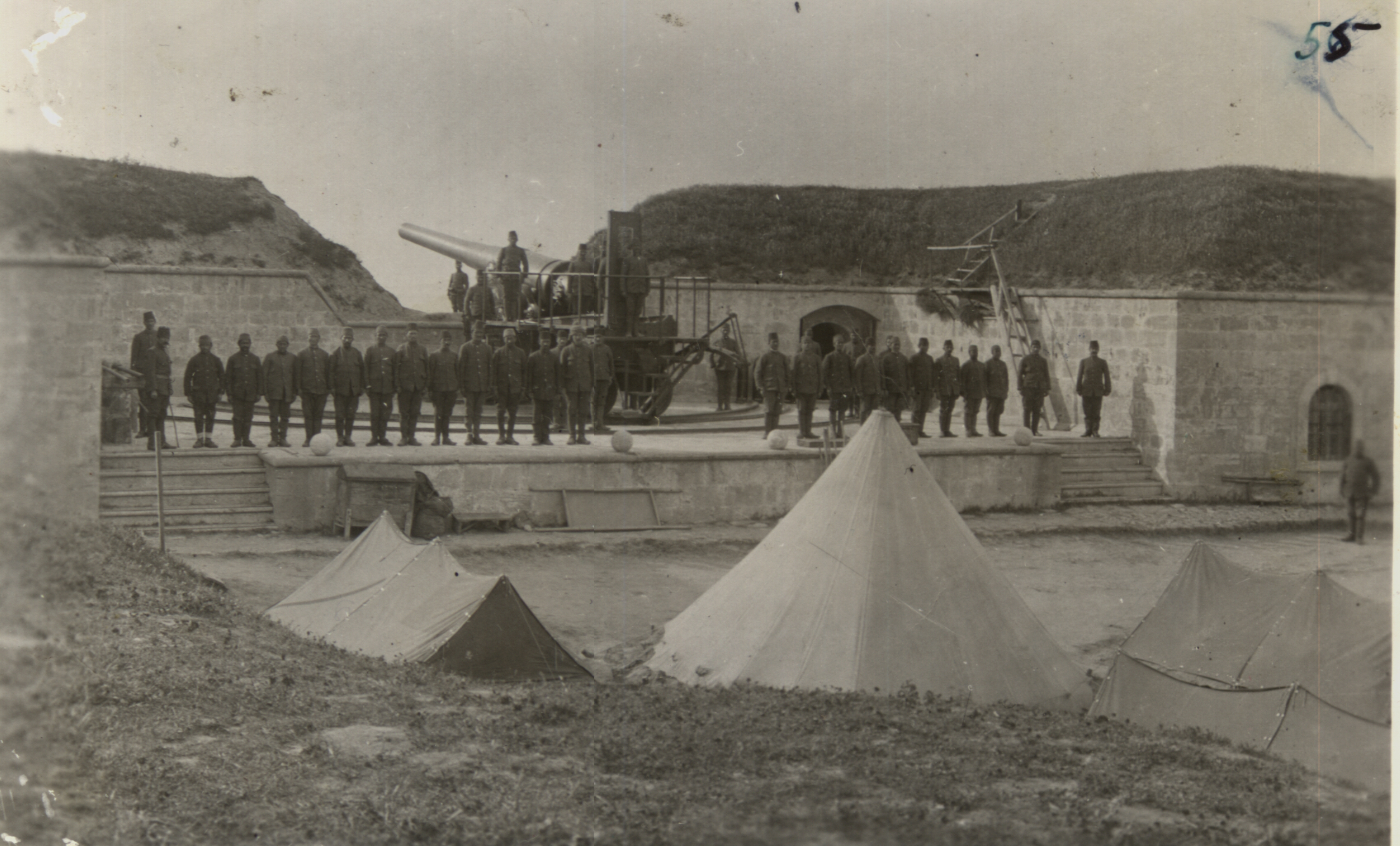
Fortalecimiento otomano y reducto del Comando de la zona fortificada de los Dardanelos durante la Primera Guerra Mundial

La defensa costera y la fortificación costera son medidas tomadas para proporcionar protección contra ataques militares en o cerca de una línea de costa (u otra costa), por ejemplo, fortificación y artillería costera. Debido a que un enemigo invasor normalmente requiere un puerto o puerto para sostener las operaciones, tales defensas generalmente se concentran alrededor de tales instalaciones o lugares donde podrían construirse tales instalaciones.

En la guerra litoral, la defensa costera contrarresta la ofensiva naval, como la artillería naval, la infantería naval o ambas.

## Historia
En lugar del asalto a la playa de las operaciones anfibias modernas, los asaltos marítimos de la edad clásica y medieval tomaron la forma de asaltantes que navegaban río arriba y desembarcaban en el interior de la costa. Antes de la invención de la artillería naval que podía hundir barcos hostiles, lo máximo que la defensa costera podía hacer era actuar como un sistema de alerta temprana, que podría alertar a las fuerzas navales o terrestres locales del inminente ataque. Por ejemplo, en el período romano tardío, la costa sajona era un sistema de fuertes en las desembocaduras de ríos navegables, y miraba torres a lo largo de la costa de Britania y la Galia.
Más tarde, en Wessex anglosajona, la protección contra los invasores vikingos tomó la forma de observadores de la costa cuyo deber era alertar a la milicia local; la armada, que intentaría interceptar las naves del pirata o fracasar para destruirlas después de que hubieran varado, contra las pequeñas fuerzas invasores amenazaban con perder sus barcos, y el camino a casa con su botín era suficiente para obligarlos a reducir su ataque; y un sistema de burgos fortificados, estos burgos se colocaron en los puntos de estrangulamiento a lo largo de los ríos navegables para evitar que los incursores navegaran hacia el interior.

## Fuertes costeros
Los fuertes costeros están completamente rodeados de agua, si no permanentemente, al menos durante la marea alta (es decir, son islas de mareas).
A diferencia de la mayoría de las fortificaciones costeras, que se encuentran en la costa, los fuertes marinos no lo son. En su lugar, están fuera de la costa en islas, islas artificiales o son estructuras especialmente construidas. Algunos fuertes costeros, como el Fuerte Denison o el Fuerte Sumter, se encuentran dentro de los puertos cercanos a la costa, pero la mayoría se encuentran a cierta distancia de la costa. Algunos, como por ejemplo la Torre Bréhon o el Fuerte Drum, ocupan por completo islas pequeñas; otros, como Flakfortet y Pampus, se encuentran en islas artificiales construidas sobre bancos de arena. El Fuerte Louvois se encuentra en una isla edificada, a 400 metros (1.312 pies) de la costa, y conectada a ella por una calzada que la marea alta sumerge por completo. La fortaleza marítima más elaborada es Murud-Janjira, que es tan extensa que uno realmente podría llamarla fortaleza marítima.
Los fuertes costeros más recientes fueron los fuertes de Maunsell, que los británicos construyeron durante la Segunda Guerra Mundial como plataformas antiaéreas. Un tipo consistía en una barcaza de pontones de concreto sobre la que se alzaban dos torres cilíndricas sobre las cuales se montaba la plataforma de la pistola. Fueron tendidos en dique seco y ensamblados como unidades completas. Luego fueron equipados antes de ser remolcados y hundidos en sus posiciones de banco de arena en 1942. El otro tipo consistía en siete plataformas de acero interconectadas construidas sobre pilotes. Cinco plataformas llevan cañones dispuestos en un semicírculo alrededor de la sexta plataforma, que contenía el centro de control y el alojamiento. La séptima plataforma, situada más allá de las torres de las armas, era la torre del reflector.

## Defensa y fortificación costera por país

### Chile

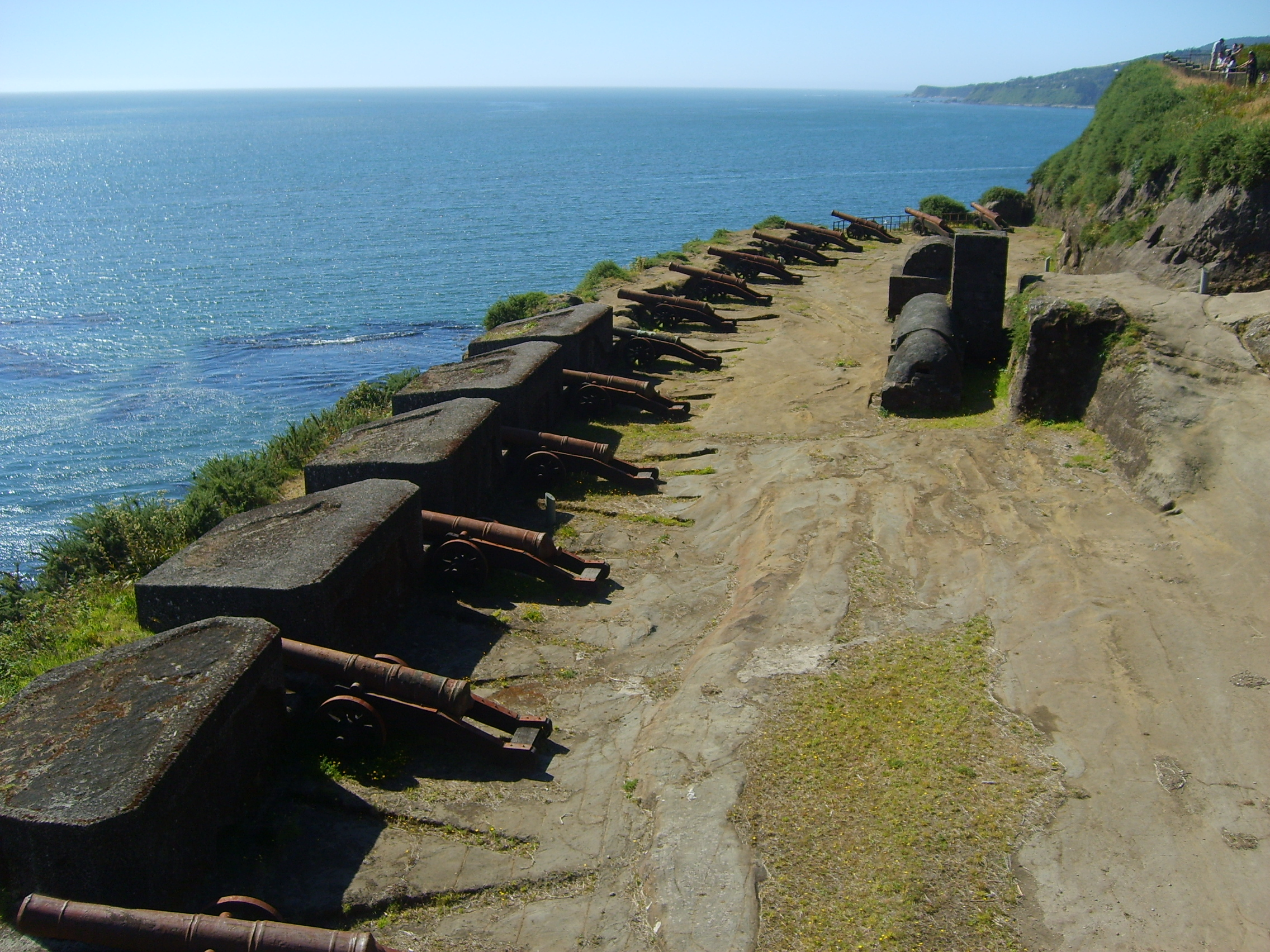
Cañones del Sistema de Fuertes de Valdivia, Chile, un ejemplo de defensa costera.

En la época colonial, el Imperio español desvió importantes recursos para fortificar la costa chilena como consecuencia de los ataques holandeses e ingleses.

La ocupación holandesa de Valdivia en 1643 causó gran alarma entre las autoridades españolas y desencadenó la construcción del Sistema de Fuertes de Valdivia que comenzó en 1645.

### China

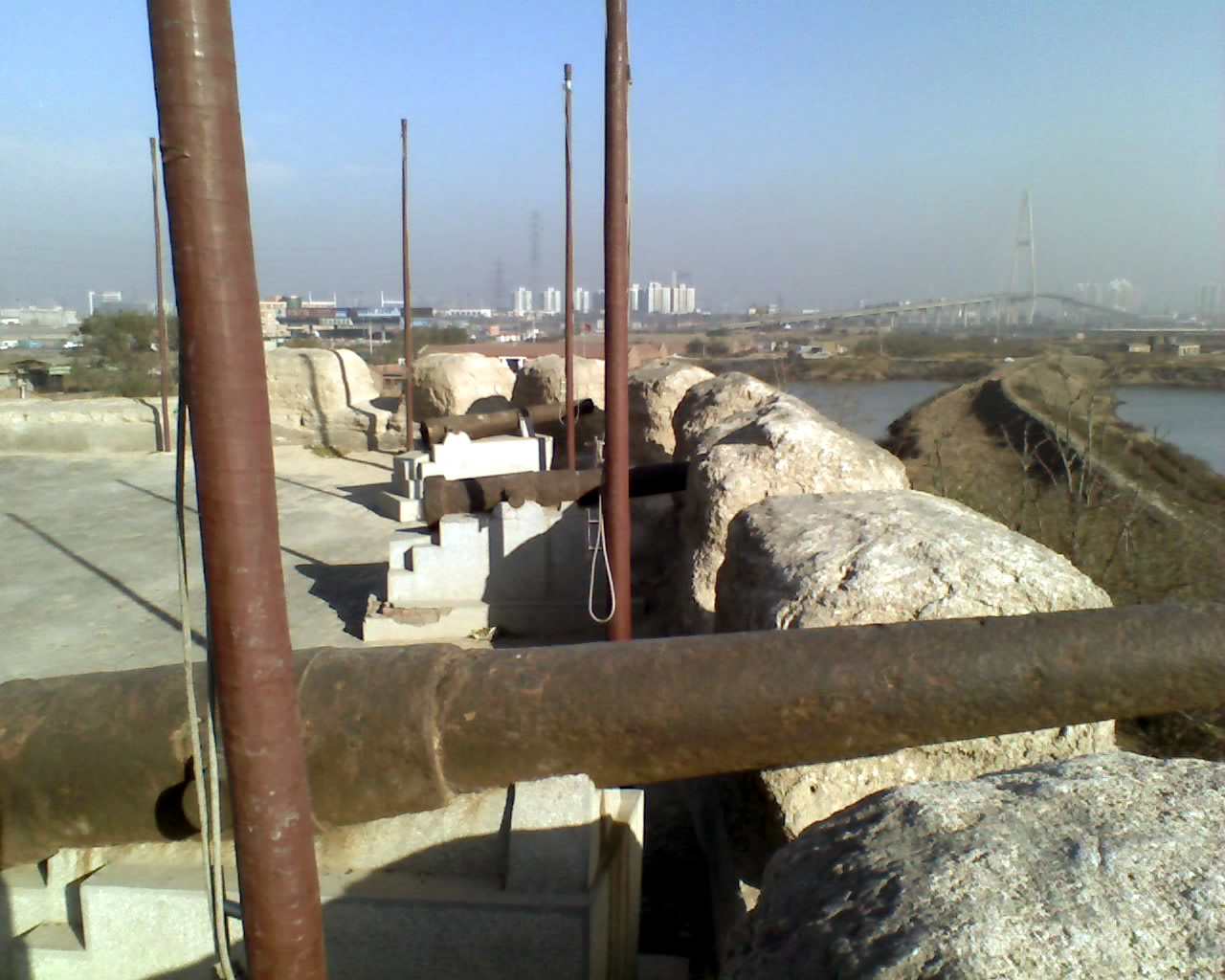
La vista que mira del norte de la plataforma de cañón. Fuertes de Taku Museo, China.

China estableció por primera vez defensas costeras formales durante la dinastía Ming (siglo XIV) para protegerse contra los ataques de los piratas (wokou). Las defensas costeras se mantuvieron a través de la dinastía Ming y la dinastía Qing que siguió, protegiendo la costa contra los piratas, y contra las potencias portuguesas y otras potencias europeas que intentaban imponer su voluntad a China.
Posteriormente, las potencias europeas construyeron sus propias defensas costeras para proteger los diversos enclaves coloniales que establecieron a lo largo de la costa china. Uno de ellos, un fuerte construido por los británicos al mando del canal Lei Yue Mun entre la isla de Hong Kong y el continente, se ha convertido en el Museo de Defensa Costera de Hong Kong. Esto cuenta la historia de la defensa costera a lo largo de la costa del sur de China desde la dinastía Ming en adelante.

### Malta

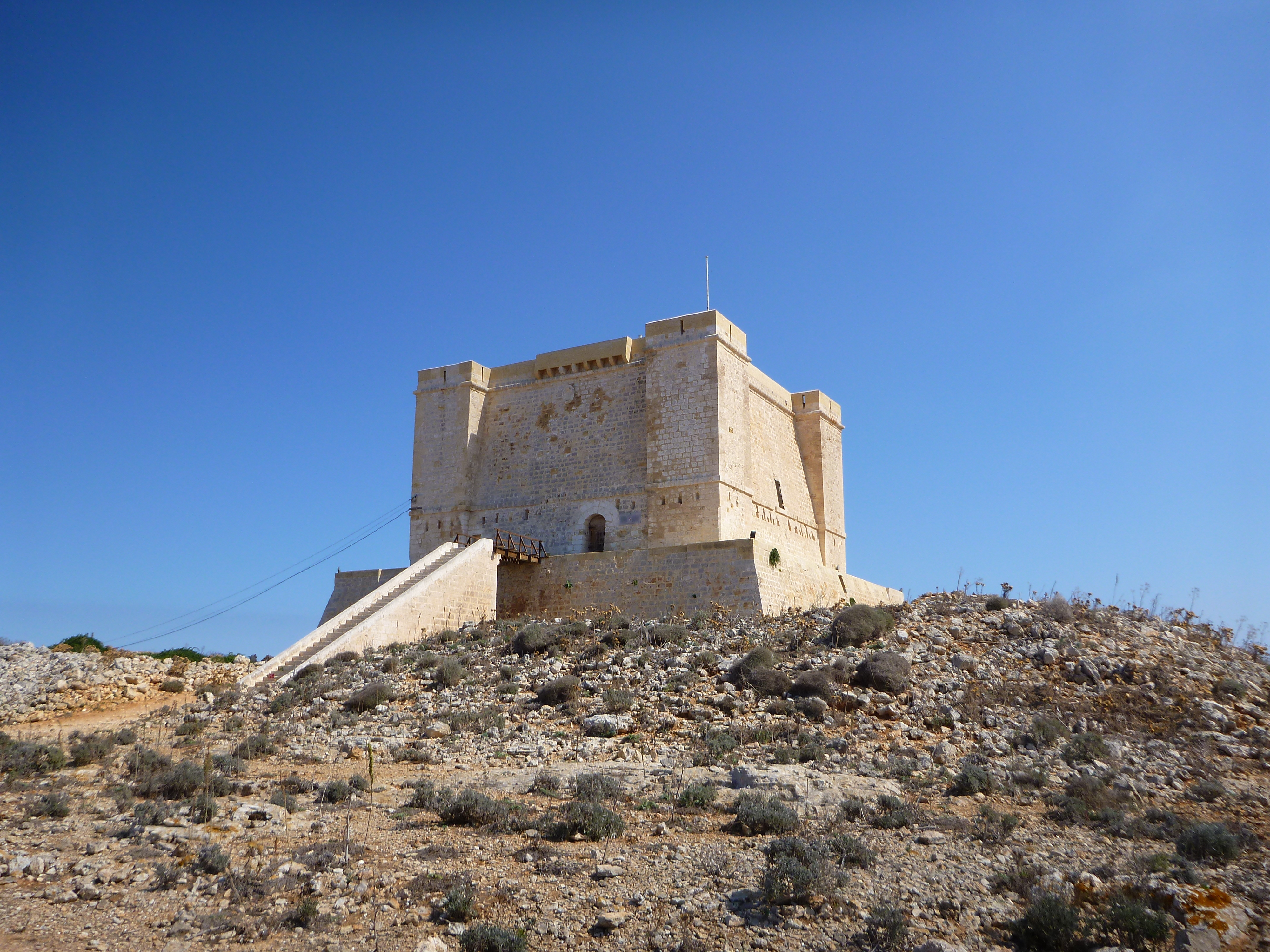
La Torre de Santa María, que fue construida en 1618, fue utilizada por las Fuerzas armadas de Malta hasta 2002.

Las islas de Malta, Gozo y Comino tienen alguna forma de fortificación costera. El área alrededor del Gran Puerto posiblemente fue primero fortificada durante el gobierno árabe, y en el siglo XIII, se construyó un castillo conocido como el Castrum Maris en Birgu para proteger el puerto. Las islas maltesas fueron entregadas a la orden de San Juan en 1530, que se establecieron en Birgu y reconstruyeron el Castrum Maris como el Fuerte de San Angelo. En la década de 1550, se construyeron el Fuerte de San Telmo y Fuerte de San Miguel, y las murallas rodearon las ciudades costeras de Birgu y Senglea. En 1565, el Gran Asedio de Malta redujo muchas de estas fortificaciones costeras a escombros, pero después del sitio fueron reconstruidas. La ciudad fortificada de La Valeta se construyó en la península de Sciberras, y se hicieron modificaciones adicionales a las fortificaciones a lo largo de los años. El área del puerto se fortaleció aún más con la construcción de las líneas Floriana, Santa Margherita Lines, Cottonera Lines y Fort Ricasoli en el siglo XVII y el Fuerte Manoel y el Fuerte Tigné en el cercano puerto de Marsamxett en el siglo XVIII. La Orden también construyó Fort Chambray cerca del puerto de Mġarr en Gozo.
A principios del siglo XV, se habían establecido varios puestos de vigilancia alrededor de la costa de Malta. A principios del siglo XVII, la Orden comenzó a fortalecer las fortificaciones costeras fuera del área del puerto, mediante la construcción de atalayas. El primero de ellos fue Garzes Tower, que fue construido en 1605. Las torres Wignacourt, Lascaris y De Redin se construyeron a lo largo del siglo XVII. La última atalaya costera que se construirá fue la Torre Isopu en 1667. Entre 1605 y 1667, se construyeron un total de 31 torres, de las cuales 22 sobreviven hoy (con otras 3 en ruinas).

Desde 1714 en adelante, alrededor de 52 baterías y reductos, junto con varios atrincheramientos, se construyeron alrededor de las costas de Malta y Gozo. Muchos de estos han sido destruidos, pero algunos ejemplos aún sobreviven.
Después de que los británicos tomaron Malta en 1800, modificaron las defensas de la Orden en el área del puerto para mantenerse al día con la nueva tecnología. Las líneas Corradino fueron construidas en la década de 1870 para proteger el Gran Puerto de los ataques terrestres. Entre 1872 y 1912, se construyeron muchos fuertes y baterías alrededor de la costa. El primero de ellos fue Sliema Point Battery, construido para proteger el acceso norte al Gran Puerto. También se construyó una cadena de fortificaciones, incluyendo el Fuerte Delimara y el Fuerte Benghisa, para proteger el puerto de Marsaxlokk.
Desde 1935 hasta la década de 1940, los británicos construyeron muchos fortines en Malta para la defensa en caso de una invasión italiana.

### Nueva Zelanda

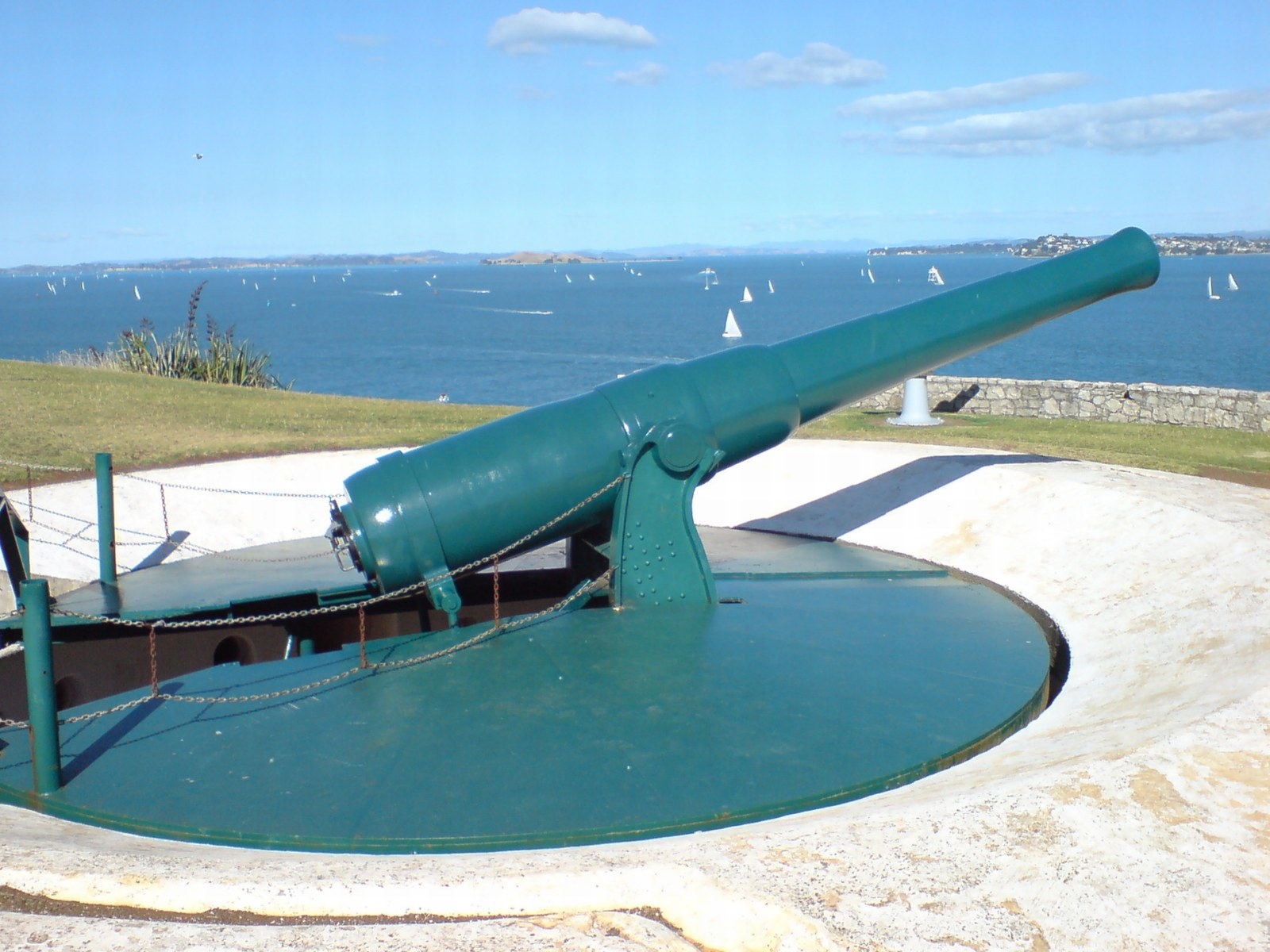
Cañón oculto BL 8-inch Armstrong en North Head, Nueva Zelanda.

La costa de Nueva Zelanda se fortificó en dos etapas principales. La primera etapa ocurrió alrededor de 1885 y fue una respuesta a los temores de un ataque de Rusia. La segunda etapa ocurrió durante la Segunda Guerra Mundial y se debió a temores de invasión por parte de los japoneses.
Las fortificaciones se construyeron a partir de diseños británicos adaptados a las condiciones de Nueva Zelanda. Estas instalaciones generalmente incluían emplazamientos de armas, cajas de píldoras, puestos de comando o observación de fuego, estrategias de camuflaje, búnkeres subterráneos, a veces con túneles interconectados, que contienen pólvora, salas de suministro y trazado y salas de máquinas protegidas que suministran energía a las torretas y los reflectores.

### Taiwán

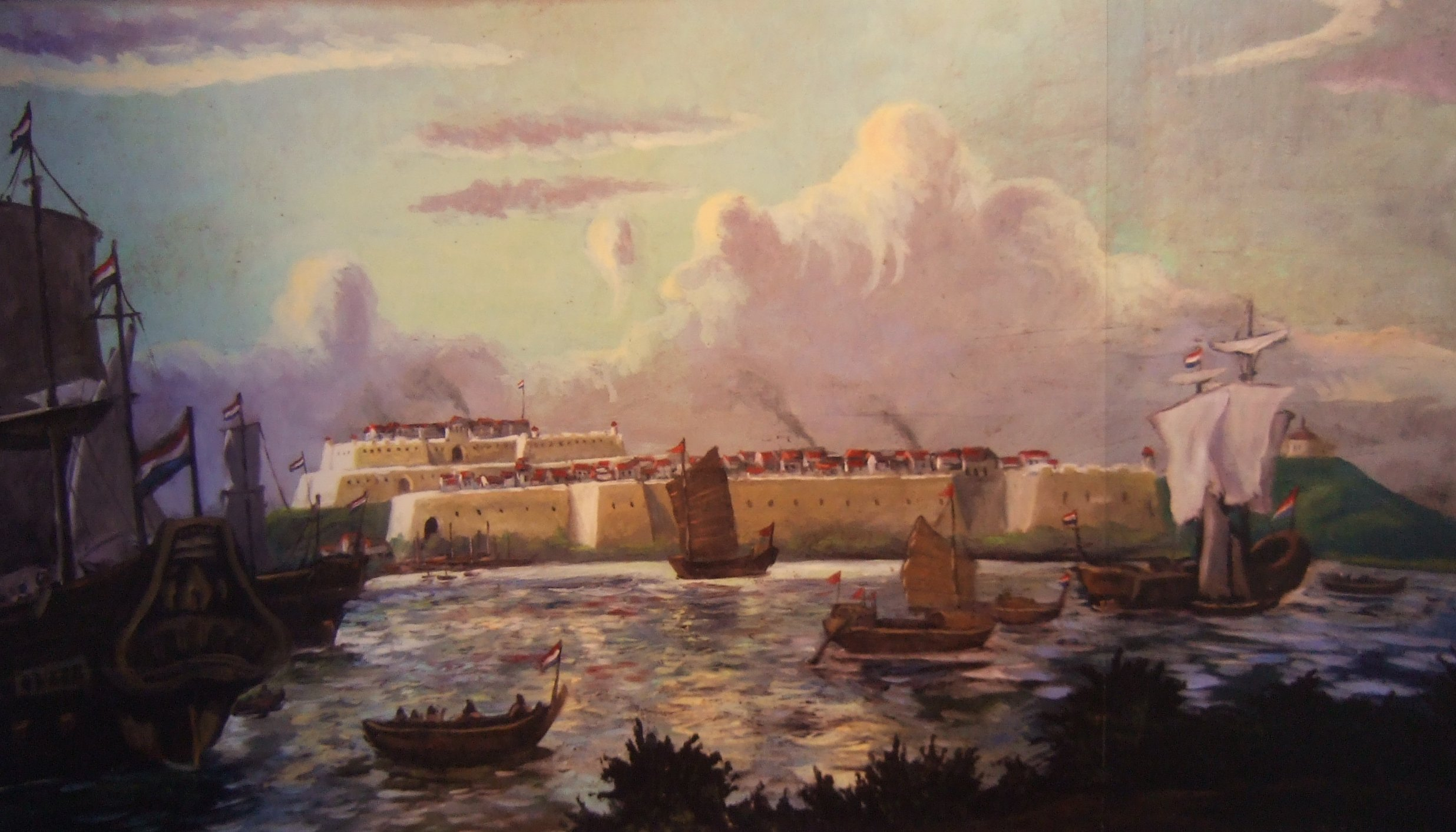
Fuerte Zeelandia, Taiwán

Taiwán tiene varias fortificaciones costeras, y algunos, como el Fuerte Zeelandia o el Castillo de Anping que datan de la época de la Compañía Holandesa de las Indias Orientales. Otros, como el Fuerte Cihou, el Castillo del Oro Eterno, el Fuerte Hobe, datan más de finales del siglo XIX. La batería de Uhrshawan data principalmente de la primera mitad del siglo XIX. En realidad sufrió un bombardeo durante la Guerra entre China y Francia.

### Estados Unidos

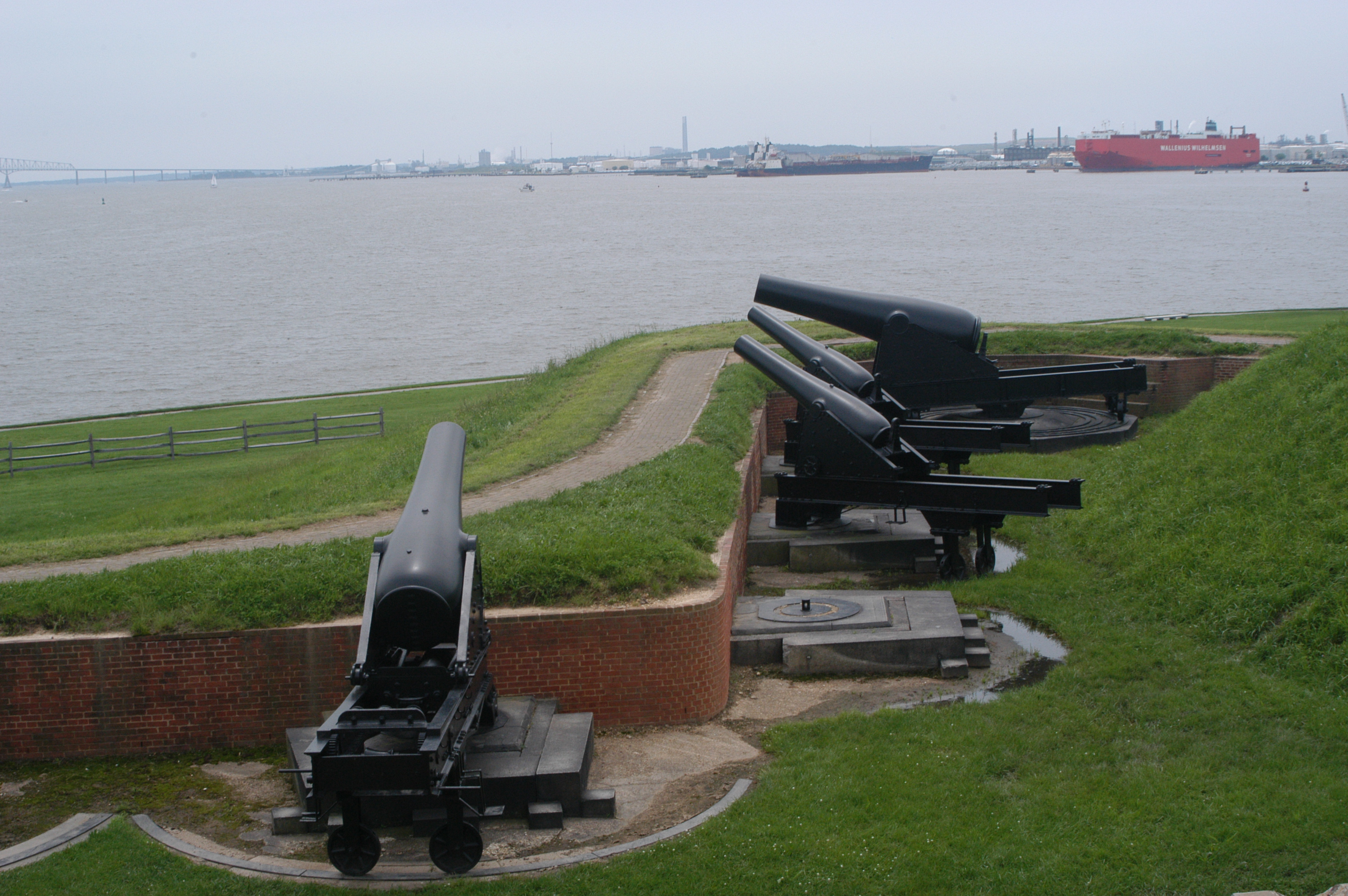
Fuerte McHenry Tipifica un sistema de defensa costero anterior a la Guerra de 1812, con movimientos de tierra bajos. Los cañones son de la época de la Guerra Civil.

La defensa de sus costas fue una gran preocupación para los Estados Unidos desde su independencia. Antes de la Revolución Americana, muchas fortificaciones costeras ya salpicaban la costa atlántica, como protección contra los ataques de piratas y las incursiones extranjeras. La Revolución llevó a la construcción de muchas fortificaciones adicionales, la mayoría compuestas de movimientos de tierra simples erigidos para enfrentar amenazas específicas.
La perspectiva de una guerra con las potencias europeas en la década de 1790 condujo a un programa nacional de construcción de fortificaciones que abarcaba setenta años en tres fases, conocido como el Primer, Segundo y Tercer Sistema. En la época de la guerra civil estadounidense, los avances en armaduras y armas habían hecho obsoletos los fuertes de mampostería, y los combatientes descubrieron que sus barcos de vapor y sus acorazados buques de guerra podían penetrar las defensas del Tercer Sistema con pérdidas aceptables.

En 1885, el presidente estadounidense Grover Cleveland nombró la Endicott Board, cuyas recomendaciones conducirían a un programa de modernización a gran escala de las defensas portuarias y costeras en los Estados Unidos, especialmente la construcción de emplazamientos de hormigón armado bien abiertos y abiertos, protegidos por terraplenes inclinados. Muchos de ellos presentaban armas que desaparecían, que estaban protegidas detrás de las paredes, pero que podían elevarse para disparar. Los campos de minas submarinas eran un componente crítico de la defensa, y también se emplearon armas de fuego más pequeñas para proteger los campos de minas de los buques de dragaminas. En 1901 el Cuerpo de Artillería se dividió en artillería de campaña y unidades de artillería de la costa, y en 1907 se creó el Cuerpo de Artillería de la Costa del Ejército de los Estados Unidos para operar estas defensas.
El desarrollo de la aviación militar hizo que estos emplazamientos abiertos encabezados fueran vulnerables al ataque aéreo. Por lo tanto, la siguiente y última generación de artillería costera se montó bajo gruesos escudos de concreto cubiertos de vegetación para hacerlos prácticamente invisibles desde arriba. En previsión de un conflicto con Japón, la mayoría de los fondos limitados disponibles entre 1933 y 1938 se gastaron en la costa del Pacífico. Entre 1939 y 1940, la amenaza de guerra en Europa provocó mayores apropiaciones y la reanudación del trabajo a lo largo de la costa atlántica. Bajo un importante programa desarrollado tras la caída de Francia en 1940, se implementó un reemplazo casi total de las defensas costeras previas, centradas en cañones de 16 pulgadas en nuevas baterías casamatas. Estos fueron complementados con pistolas de 6 pulgadas y 90 mm, también en instalaciones nuevas.

### Reino Unido

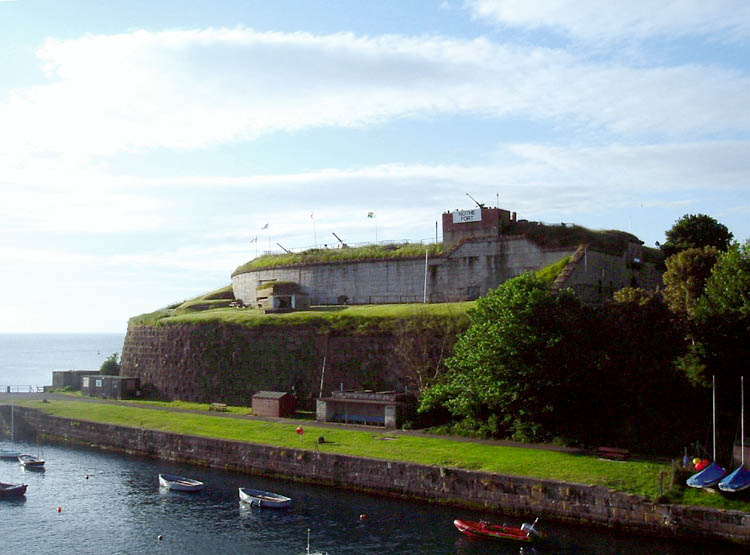
El Fuerte Nothe está situado junto al puerto de Weymouth, Reino Unido.

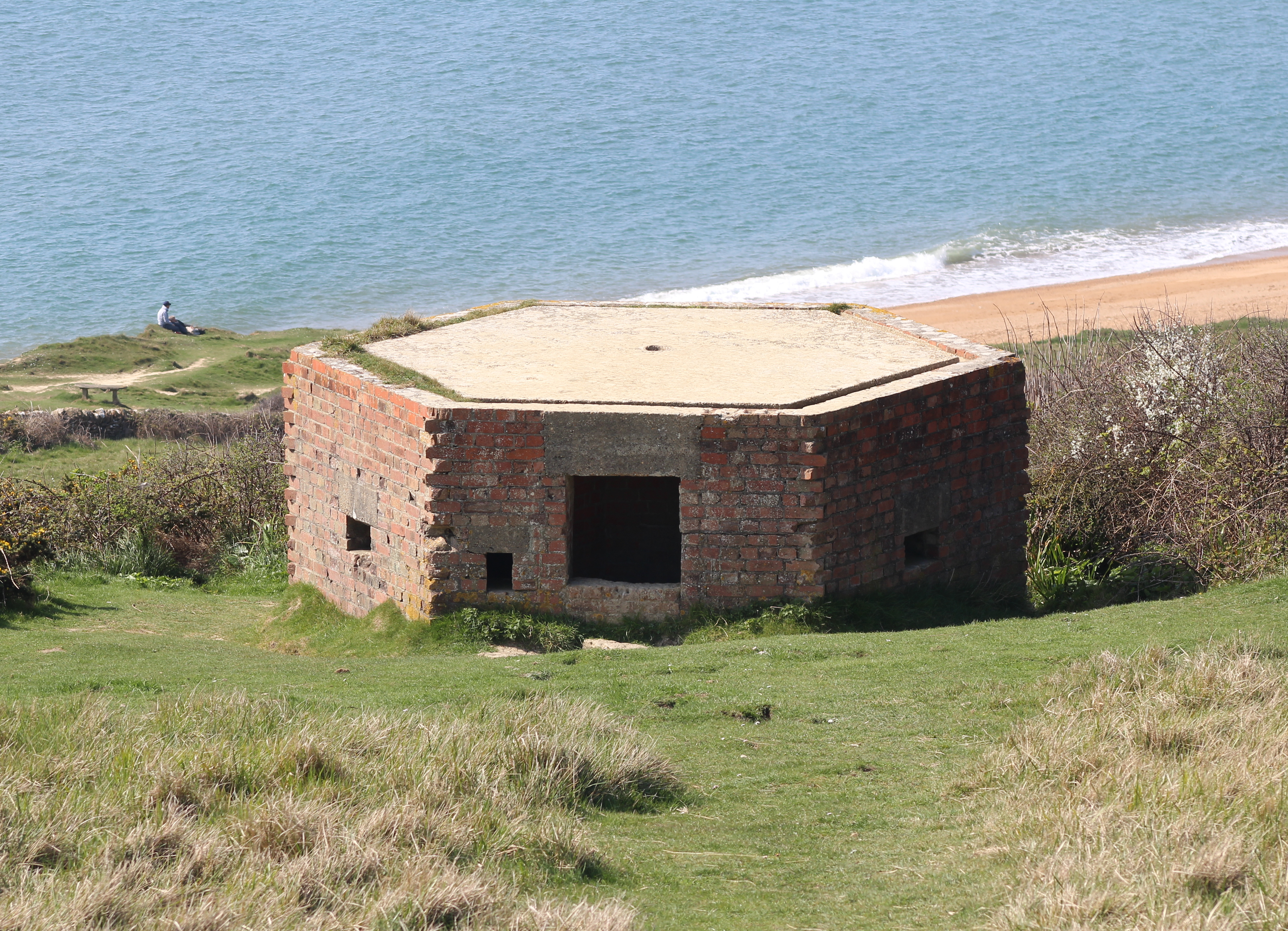
Fortificación de la Segunda Guerra Mundial británica que domina el Canal de la Mancha, Burton Bradstock, Dorset, Reino Unido.

Las murallas alrededor de las ciudades costeras, como Southampton, habían evolucionado a partir de las fortificaciones Norman más simples a comienzos del siglo XIII. Más tarde, el rey Eduardo I fue un prolífico constructor de castillos y sitios como el Castillo de Conwy, construido entre 1283 y 1289, defienden los accesos fluviales y las tierras circundantes. Construidos entre 1539 y 1544, los Fortalezas de Dispositivos son una serie de fortificaciones de artillería construidas para Enrique VIII para defender la costa sur de Inglaterra. Entre 1804 y 1812 las autoridades británicas construyeron una cadena de torres conocidas como Martello Towers para defender la costa sur y este de Inglaterra, Irlanda, Jersey y Guernsey contra una posible invasión de Francia. Este tipo de torre también se usó en otras partes del Imperio Británico y en los Estados Unidos. Los fuertes de Palmerston son un grupo de fortalezas y estructuras asociadas construidas durante el período victoriano según las recomendaciones de la Comisión Real de Defensa de 1860 del Reino Unido, tras las preocupaciones sobre la fuerza de la Armada francesa. En 1865, el teniente Arthur Campbell Walker, de la Escuela de Mosquetería, abogó por el uso de trenes blindados en "una carretera de hierro paralela a la otra 'carretera silenciosa', la fuente de toda nuestra grandeza, el océano, nuestro honor". foso y circunvalación ". Durante la Primera Guerra Mundial, el Almirantazgo británico diseñó ocho torres de código llamado MN que iban a ser construidos y posicionados en el paso de Calais para proteger a la marina mercante aliada de los submarinos alemanes. Nab Tower todavía está in situ. Los fuertes de Maunsell eran pequeñas torres fortificadas, principalmente para cañones antiaéreos, construidos en los estuarios del Támesis y Mersey durante la Segunda Guerra Mundial.

### Federación rusa
Rusia desarrolló el sistema de defensa costera K-300P Bastion-P y el complejo de misiles Bal/Bal-E - Costeras (Kh-35) con misiles Kh-35/Kh-35E.